# Anse au Foulon
L'anse au Foulon est une petite baie du fleuve Saint-Laurent, située sur les rives du quartier Sillery à Québec, où il y avait autrefois un foulon appartenant au Séminaire de Québec,.

## Histoire
Ce fut à l'anse au Foulon que les forces britanniques commandées par James Wolfe parvinrent à débarquer avant la Bataille des plaines d'Abraham en 1759. L'anse prit alors le nom de "Wolfe's Cove".
Au XIXe siècle, les anses de Sillery furent utilisées  pour approvisionner en bois la Grande-Bretagne.
En 1927, de grands travaux du port de Québec pour lui permettre d'accueillir les navires à fort tirant d'eau eurent pour conséquence inattendue d'amener une grande quantité de sable fin à l'anse au Foulon. Spontanément, les gens de Sillery prirent l'habitude de fréquenter la nouvelle plage. La pollution du fleuve a cependant entraîné sa fermeture au début des années 1970. 
De nos jours, le port de Québec en occupe une partie.

## Galerie

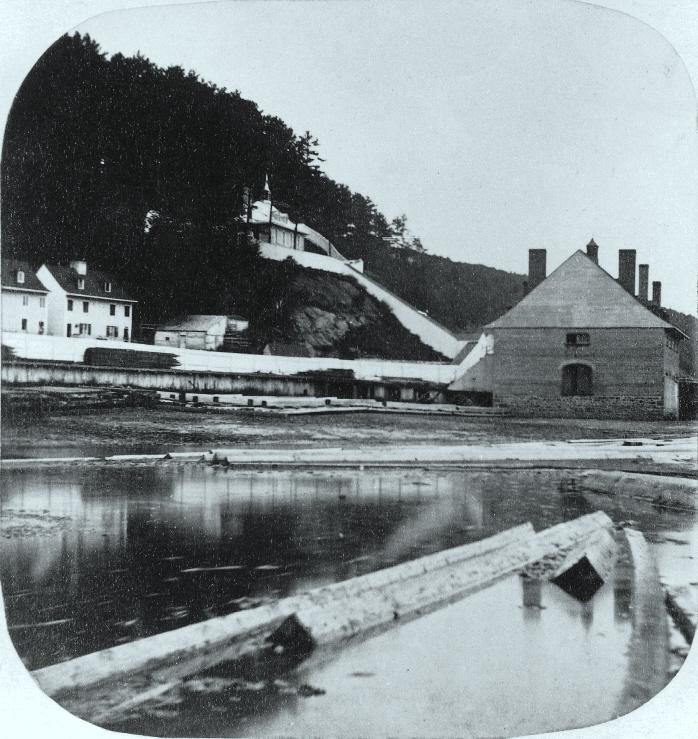
1860
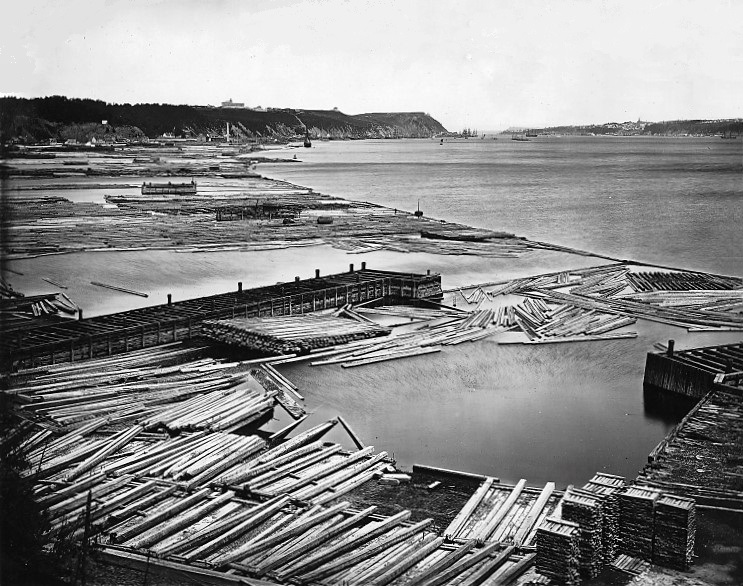
1872
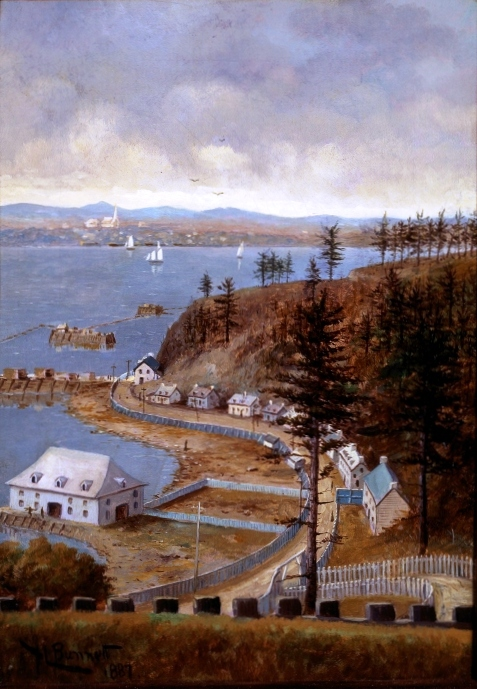
1887
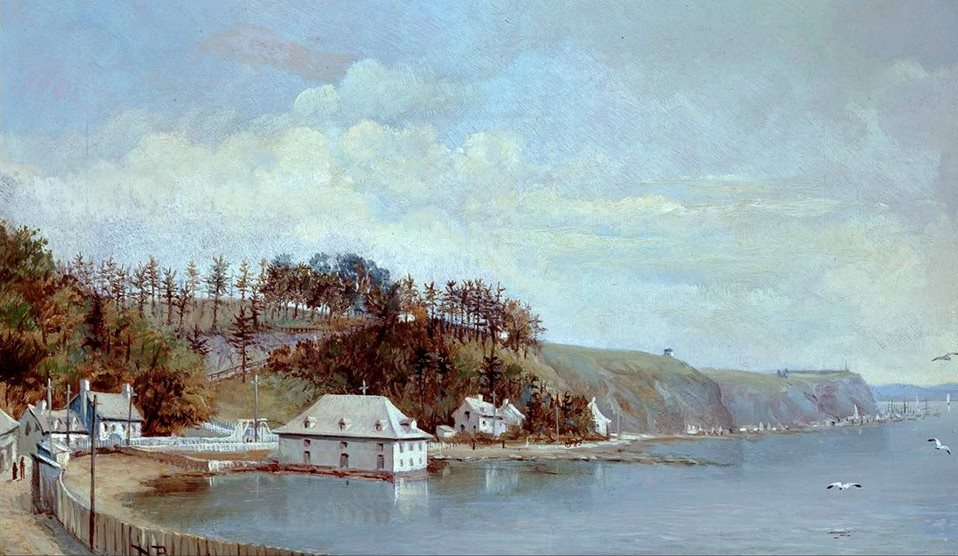
1887

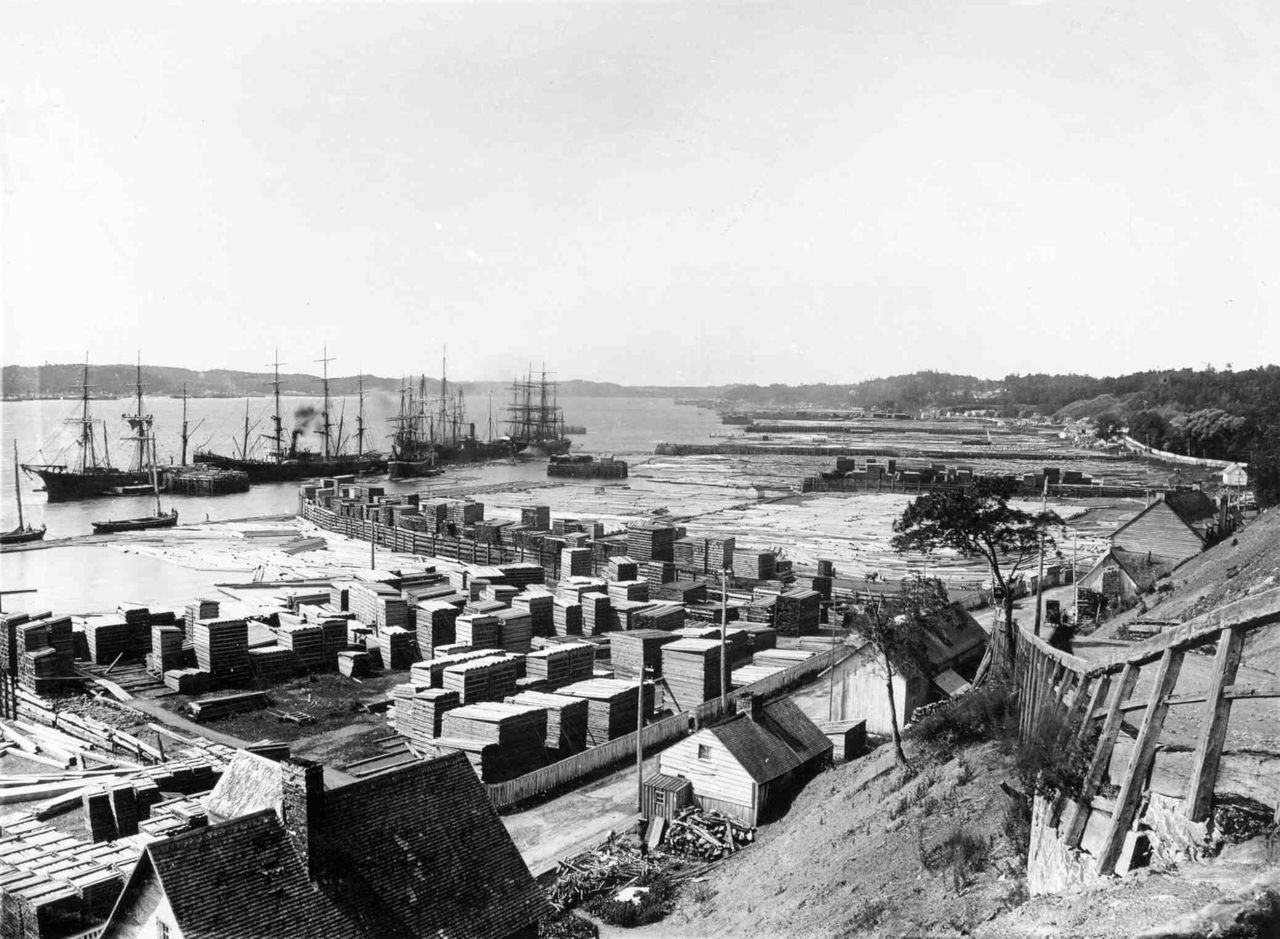
Cargaisons de bois, 1900
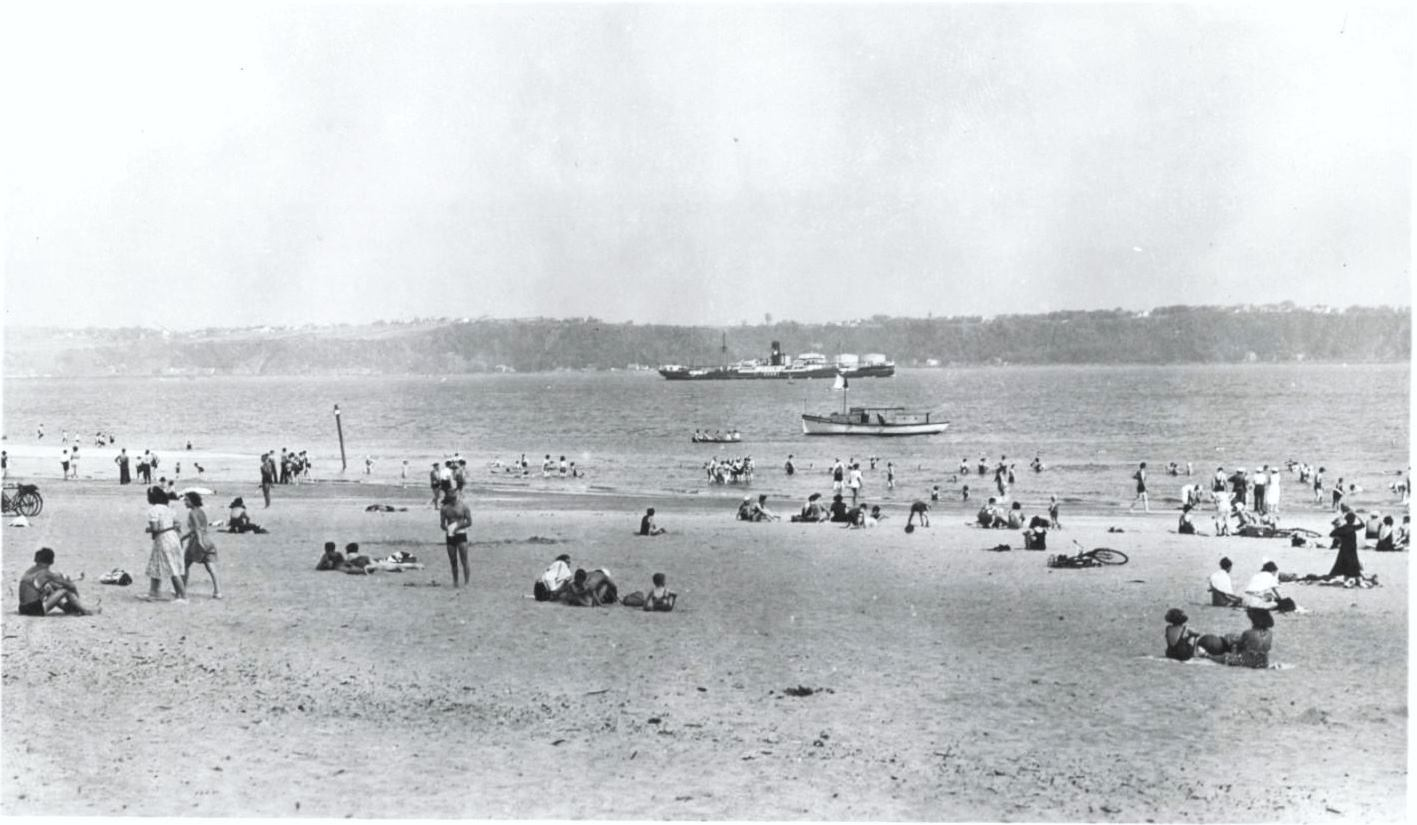
Plage, 1945
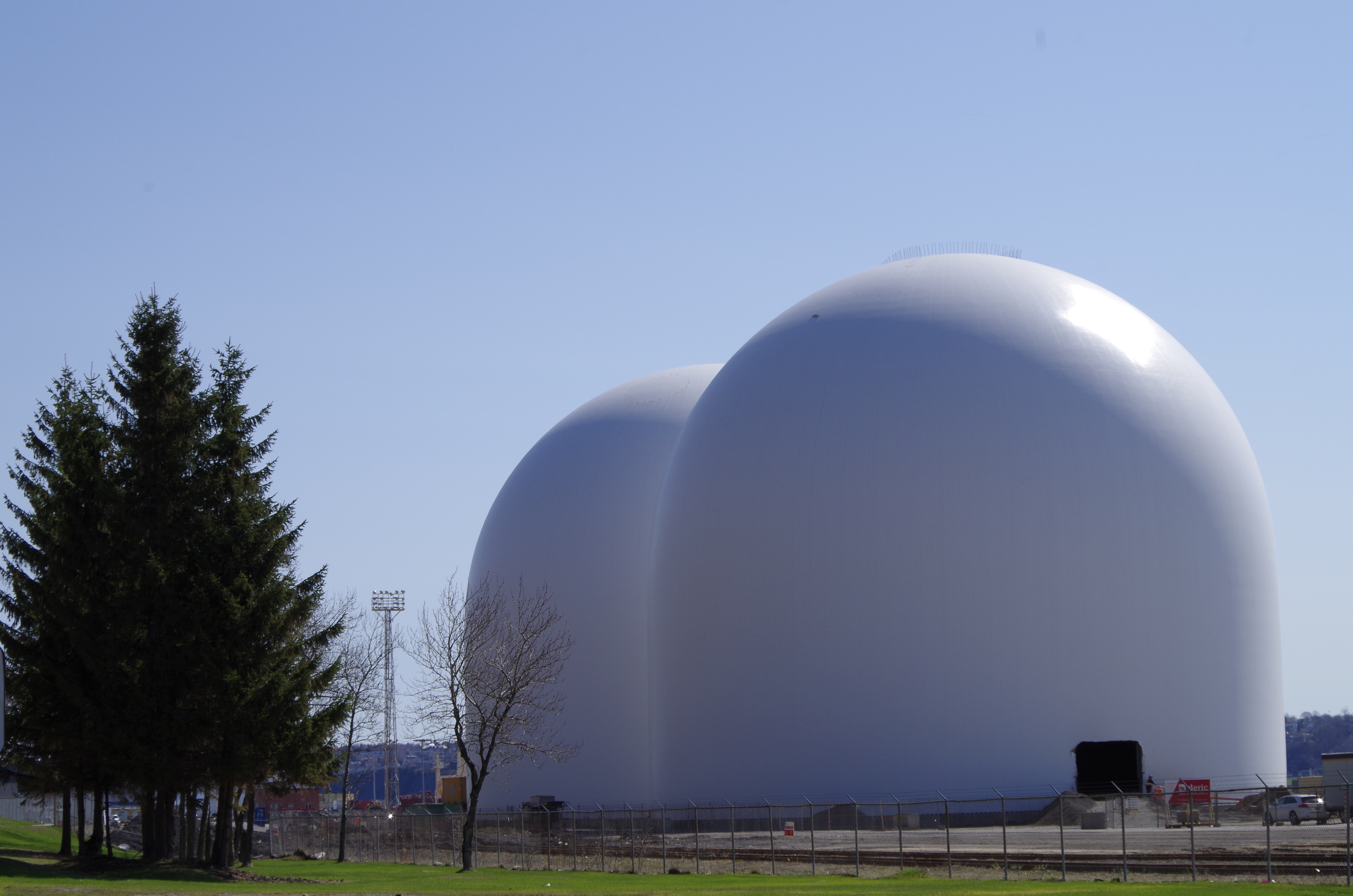
Silos, 2014